# Editor-chefe
No jornalismo, o editor-chefe é o responsável pelo conteúdo de um jornal, de uma revista ou de um outro meio de comunicação coordenando todas as etapas da produção e edição, além de definir as políticas editoriais, o estilo e a direção da apuração das matérias.
Ele segue as orientações jornalísticas do editor executivo (este que tem função mais administrativa, como um diretor executivo do veículo de imprensa) ou do presidente da editora. Comumente, o editor-chefe é o elo entre a diretoria e o corpo editorial do veículo de comunicação.
As responsabilidade mais comuns do editor-chefe são:
- Garantir que o conteúdo seja jornalisticamente objetivo;
- Verificação de fatos, ortografia, gramática, estilo de redação, design e fotos;
- Prezar por publicar o que for de interesse público;
- Avaliar e editando conteúdo;
- Escrever os editoriais;
- Gerenciar e desenvolver a equipe editorial;
- Garantir a conclusão da versão final de cada conteúdo;
- Tratar a reclamações dos leitores e tomar medidas em caso de problemas pós-publicação;
- Trabalhando para promover o sucesso comercial da publicação;
- Em alguns casos, o cargo pode envolver recrutamento, contratação e demissão de pessoal.